# Чигирин (срібна монета)
«Чигири́н» — срібна пам'ятна монета номіналом 10 гривень, випущена Національним банком України, присвячена Чигирину. Під час Національно-визвольної війни українського народу під проводом Богдана Хмельницького була створена Українська козацька держава — Гетьманщина, військово-адміністративним і політичним центром якої став Чигирин. Перша столиця Гетьманщини була резиденцією таких гетьманів, як: Б. Хмельницький, І. Виговський, Ю. Хмельницький, П. Тетеря та П. Дорошенко.
Монету введено в обіг 18 травня 2006 року. Вона належить до серії «Гетьманські столиці».

## Опис монети та характеристики
| Номінал грн. | Метал            | Маса, г      | Діаметр, мм | Якість виготовлення | Гурт     | Тираж, штук |
| ------------ | ---------------- | ------------ | ----------- | ------------------- | -------- | ----------- |
| 10           | срібло 925 проби | 31,1 / 33,62 | 38,61       | пруф                | рифлений | 5 000       |

### Аверс
На аверсі монети зображено козака з бунчуком на тлі козацьких корогов, гармат, литаврів, над ним — малий Державний Герб України, рік карбування монети «2006» і розміщено написи: «НАЦІОНАЛЬНИЙ БАНК УКРАЇНИ» (угорі півколом), «10»/ «ГРИВЕНЬ» (унизу), а також позначення металу, його проби — «Ag 925», маси в чистоті — 31,1 та логотип Монетного двору Національного банку України.

### Реверс

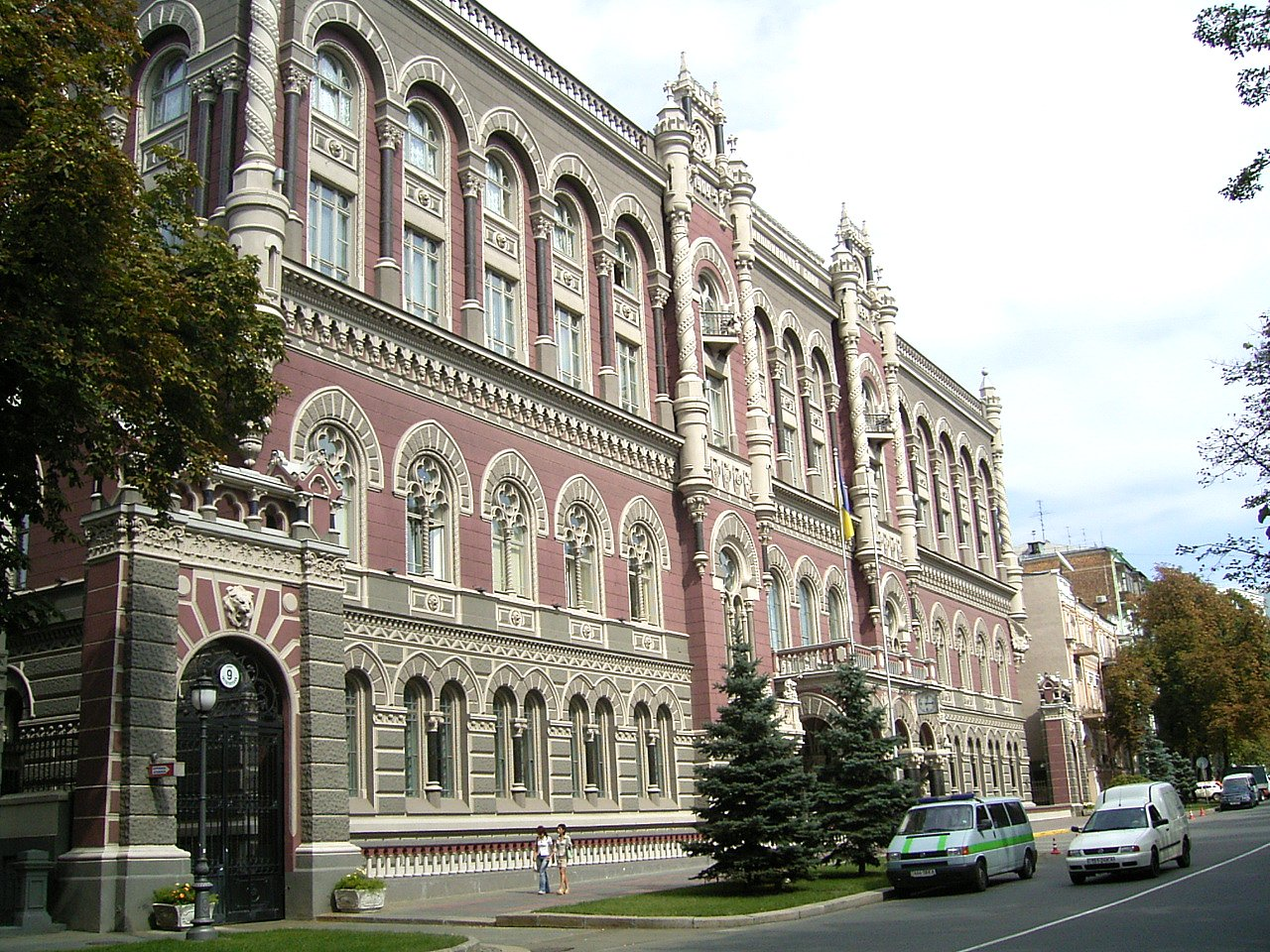
Будівля Національного банку України

На реверсі монети зображено п'ять портретів у медальонах, під якими півколом розміщено написи: «БОГДАН ХМЕЛЬНИЦЬКИЙ», «ЮРІЙ ХМЕЛЬНИЦЬКИЙ», «ІВАН ВИГОВСЬКИЙ», «ПАВЛО ТЕТЕРЯ», «ПЕТРО ДОРОШЕНКО», над портретами — герб міста та у два рядки написи — «ГЕТЬМАНСЬКА СТОЛИЦЯ»/ «ЧИГИРИН»; унизу — вид Чигирина (фрагмент малюнка з літопису Самійла Величка).

## Автори
Художник та скульптор — Володимир Атаманчук.

## Вартість монети
Ціна монети — 575 гривень була вказана на сайті Національного банку України в 2012 році.
Фактична приблизна вартість монети, з роками змінювалася так:
| Рік        | 2010 | 2011 | 2012 | 2013 | 2014 | 2015 | 2016 | 2017 | 2018 | 2019 | 2020 | 2021  | 2022  | 2023  | 2024  | 2025  |
| ---------- | ---- | ---- | ---- | ---- | ---- | ---- | ---- | ---- | ---- | ---- | ---- | ----- | ----- | ----- | ----- | ----- |
| Ціна, грн. | 650  | 650  | 650  | 600  | 495  | 600  | 740  | 810  | 800  | 840  | 820  | 1 100 | 1 250 | 1 850 | 3 200 | 3 600 |